# Сатишево
Сати́шево (рос. Сатышево, чув. Анатри Кушмара) — присілок у складі Маріїнсько-Посадського району Чувашії, Росія. Входить до складу Кугеєвського сільського поселення.
Населення — 49 осіб (2010; 83 у 2002).
Національний склад:
- чуваші — 99 %